# Grzegorz Lewandowski
Grzegorz Jaroslaw Lewandowski és un futbolista polonès, nascut l'1 de setembre de 1969 a Szczecin. Juga de migcampista.

## Trajectòria
Lewandowski ha estat en multitud d'equips al llarg de la seua carrera, sobretot del seu país. Va començar al Gwardia Koszalin, on va jugar del 1987 al 1989 abans de fitxar per un gran, el Wisla Cracòvia. A aquest club va passar quatre anys, jugant més de cent partits i amb 11 gols al seu caseller.
El gener de 1994 deixa Polònia i recala en el CD Logroñés, de la primera divisió espanyola. A Las Gaunas hi disputa 15 partits i marca un gol, però no té continuïtat i torna a la lliga polonesa, al Legia Varsòvia. A la capital hi passa dos temporades abans de provar sort de nou a l'oest, aquesta vegada al SM Caen, de la Lliga francesa. Hi juga 28 partits en l'única campanya al país gal.
La 97/98 fitxa pel Polonia Varsòvia i després de dos anys en blanc, s'incorpora al Zagłębie Lubin, el seu darrer equip important.
Des del 2001 fins al 2008 Lewandowski ha format part de nombrosos equips inferiors de Polònia, com ara el Kotwica Kołobrzeg, el RKS Radomsko, el ŁKS Łomża o el Rega-Merida Trzebiatów, entre d'altres. Al mateix 2001 també hi va estar uns partits amb la samarreta de l'Adelaide City australià.

## Internacional
Lewandowski hi ha jugat cinc partits amb la selecció de futbol de Polònia, entre 1993 i 1996.